# Enni Rukajärvi
Enni Eriika Rukajärvi (ur. 13 maja 1990 w Kuusamo) – fińska snowboardzistka, wicemistrzyni olimpijska i dwukrotna medalistka mistrzostw świata.

## Kariera
Po raz pierwszy na arenie międzynarodowej pojawiła się w 2007 roku, startując na mistrzostwach świata juniorów w Bad Gastein, gdzie była czwarta w big air. Jeszcze trzykrotnie startowała na imprezach tego cyklu, najlepsze wyniki osiągając na mistrzostwach świata juniorów w Cardronie w 2010 roku, gdzie wywalczyła złote medale w slopestyle’u i big air.
W zawodach Pucharu Świata zadebiutowała 4 listopada 2010 roku w Saas-Fee, zajmując 21. miejsce w half-pipie. Tym samym już w swoim debiucie wywalczyła pierwsze pucharowe punkty. Pierwszy raz na podium zawodów tego cyklu stanęła 16 marca 2013 roku w Szpindlerowym Młynie, wygrywając rywalizację w slopestyle’u. W zawodach tych wyprzedziła Sinę Candrian ze Szwajcarii i Norweżkę Kjersti Buaas. Najlepsze wyniki osiągnęła w sezonie 2016/2017, kiedy to zajęła piąte miejsce w klasyfikacji generalnej AFU, a w klasyfikacji slopestyle’u była czwarta.
W 2011 roku wywalczyła złoty medal w slopestyle’u na mistrzostwach świata w La Molina. Zdobyła też srebrny medal w big air podczas rozgrywanych sześć lat później mistrzostw świata w Sierra Nevada, gdzie rozdzieliła Austriaczkę Annę Gasser i Silje Norendal z Norwegii. W międzyczasie zdobyła też srebrny medal w slopestyle’u na igrzyskach olimpijskich w Soczi w 2014 roku, plasując się za Jamie Anderson z USA, a przed Jenny Jones z Wielkiej Brytanii. W tej samej konkurencji wywalczyła również brązowy medal podczas igrzysk olimpijskich w Pjongczangu.
Jest czterokrotną medalistką zawodów X-Games rozgrywanych w amerykańskim Aspen. Zdobyła złoto podczas Winter X Games 15, srebro podczas Winter X Games 16 oraz 2 brązowe medale podczas Winter X Games 22 i Winter X Games 23. Wszystkie medale zdobywała w slopestyle’u.

## Osiągnięcia

### Igrzyska olimpijskie
| Miejsce | Dzień     | Rok  | Miejscowość | Konkurencja | Zwyciężczyni   |
| ------- | --------- | ---- | ----------- | ----------- | -------------- |
| 2.      | 9 lutego  | 2014 | Soczi       | Slopestyle  | Jamie Anderson |
| 3.      | 12 lutego | 2018 | Pjongczang  | Slopestyle  | Jamie Anderson |

### Mistrzostwa świata
| Miejsce | Dzień       | Rok  | Miejscowość   | Konkurencja | Zwyciężczyni         |
| ------- | ----------- | ---- | ------------- | ----------- | -------------------- |
| 21.     | 20 stycznia | 2011 | La Molina     | Halfpipe    | Holly Crawford       |
| 1.      | 22 stycznia | 2011 | La Molina     | Slopestyle  | –                    |
| 2.      | 17 marca    | 2017 | Sierra Nevada | Big air     | Anna Gasser          |
| 10.     | 9 lutego    | 2019 | Park City     | Slopestyle  | Zoi Sadowski-Synnott |
| 4.      | 12 marca    | 2021 | Aspen         | Slopestyle  | Zoi Sadowski-Synnott |
| 17.     | 16 marca    | 2021 | Aspen         | Big air     | Laurie Blouin        |

### Puchar Świata

#### Miejsca w klasyfikacji generalnej
- - AFU[2]
- sezon 2010/2011: 46.
- sezon 2012/2013: 15.[3]
- sezon 2013/2014: 32.
- sezon 2016/2017: 5.
- sezon 2017/2018: 33.
- sezon 2018/2019: 43.
- sezon 2019/2020: 29.
- sezon 2020/2021: 11.
- sezon 2021/2022: 33.

#### Miejsca na podium
1. Szpindlerowy Młyn – 16 marca 2013 (slopestyle) – 1. miejsce
2. Copper Mountain – 17 grudnia 2016 (Big air) – 2. miejsce
3. Laax – 20 stycznia 2017 (slopestyle) – 1. miejsce
4. Seiser Alm – 27 stycznia 2017 (slopestyle) – 1. miejsce
5. Pekin – 25 listopada 2017 (Big air) – 3. miejsce
6. Cardrona – 23 sierpnia 2019 (Big air) – 1. miejsce
7. Aspen – 20 marca 2021 (slopestyle) – 3. miejsce